# Aistental
Aistental ist ein Ort in der Welser Heide nahe Linz in Oberösterreich, und Ortschaft der Gemeinden Hörsching und Pasching im Bezirk Linz-Land.

## Geographie
Das Dorf Aistental liegt 2 Kilometer nördlich von Traun, direkt zwischen Flughafen Linz und Westbahn (Österreich), an der L533 Flughafenstraße.
Die Ortschaft in beiden Gemeinden umfasst knapp 50 Gebäude mit etwa 106 Einwohnern, davon der Großteil in Hörsching, wo das Dorf liegt. Zum Ortschaftsgebiet gehört der alte Ortskern (einige Höfe), sowie die Häuser nördlich an der Westbahn-Haltestelle Hörsching bis an die L1227 Paschinger Straße, umfangreiches Gewerbegebiet, sowie das Gehöft Reisinger im Südosten, in Pasching liegen die beiden Gehöfte Dorn und Zeilmayr, und der Industriepark Aistental.
Durch den Ort fließt der Breitbrunner Bach, der von Thening kommt und sich heute im Stadtgebiet Traun-Hart verliert, wo er ein die Traun mündet.
Nachbarortschaften und -ortslagen:
| Thening (Gem. Kirchberg-Thening)                                |                                                      | Pasching (Gem. Pasching)    |
| Niederfeld (Gem. Kirchberg-Thening) Breitbrunn (Gem. Hörsching) | Kompassrose, die auf Nachbargemeinden zeigt          | Wagram (Gem. Pasching)      |
|                                                                 | Flughafen Linz (Ortsch. u. Gem. Hörsching) Hörsching | Lindenlach (Gem. Hörsching) |

## Geschichte
|  | Wappen Paschings: - Oben ein silbernes Ochsenhorn mit Grind und Ohren, für die prähistorische Ochsenstraße und den Donaulimes - unten ein rot-silber gespaltenen Scheibe, für die Herren Aczpekh - ein goldener Schräglinksbalken, darin ein schwarzes Eisenbahngleis für Pferdeeisenbahn und Westbahn - Grüner Schild für Landwirtschaft und Aufbautätigkeit der Heimatvertriebenen (Aufzählung folgte dem historischen Ablauf, heraldisch wird Schild vor Mitte, Oben und Unten blasoniert) |

| Krld. Österreich ob der Enns (Hzt. Österreich) | Krld. Österreich ob der Enns (Hzt. Österreich) | Krld. Österreich ob der Enns (Hzt. Österreich) | Bld. Oberösterreich (Rep. Österr.) | Bld. Oberösterreich (Rep. Österr.) | Bld. Oberösterreich (Rep. Österr.) | Bld. Oberösterreich (Rep. Österr.) | Bld. Oberösterreich (Rep. Österr.) | Bld. Oberösterreich (Rep. Österr.) |
| 1788                                           | 1834                                           | 1869                                           | 1951                               | 1961                               | 1971                               | 1981                               | 1991                               | 2001                               |
| –                                              | –                                              | 108                                            | 267                                | 135                                | 128                                | 150                                | 134                                | 112                                |
| 15                                             | 11                                             | 16                                             | 25                                 | 19                                 | 27                                 | 35                                 | 47                                 | 48                                 |
| 1951: Barackenlager 87/7                       |                                                |                                                |                                    |                                    |                                    |                                    |                                    |                                    |

### Rittergut und Dorf Aistental
Aistental wurde bereits im 14. Jahrhundert erwähnt, hier war das Ritter- und Pflegergeschlecht Aczpekh angesiedelt, das sich auch in Thurnharting und anderorts in Oberösterreich findet. Das Wappen der Aczpekh hat Eingang in das Gemeindewappen Paschings gefunden.
Bis in das 19. Jahrhundert war Aistental ein kleiner Weiler, mit drei stolzen Vierkantern – welche noch immer stehen – und einer Ortskapelle, umgeben von mehreren Einzellagen.

### Westbahn-Haltestelle Hörsching
1860 wurde hier von der seinerzeitigen k.k. privilegierte Kaiserin Elisabeth-Bahn die heutige Westbahn erbaut, und dazu die Trasse der 1835 von der k.k. privilegierten Ersten Eisenbahn-Gesellschaft erbauten Pferdeeisenbahn Budweis–Linz–Gmunden nördlich Aistertals verlegt. Anstatt der Umspannstation Neubau wurde die Haltestelle Hörsching eingerichtet.
Seither dehnte sich der Ort nach Norden aus, zuerst mit Ansiedlungen um die Bahnstation, dann auch mit umfangreichem Gewerbegebiet.

### Flughafen und DP-Lager
März 1938 wurde auf dem Grünland direkt südlich der Fliegerhorst und die Kaserne (seit 1967 nach Walter Vogler benannt) von der deutschen Wehrmacht als Kampffliegerschule erbaut. Dort lagen Potter-, Hirschberger- und Niederfeld, Häuser wurden dafür keine abgerissen. Von alliierten Bombenangriffen blieb der Fliegerhorst weitgehend verschont.
1945 wurde der Flughafen von der US Army besetzt. Nach dem Krieg befand sich in Hörsching ein DP-Lager, als Sammelstelle für die Kriegsgefangenen in Oberösterreich, die vom Flugplatz aus in ihre Heimat zurückgeflogen wurden. Teile dieses Lagers befanden sich auch in Aistental. Später wurden hier Heimatvertriebene untergebracht, von denen sich viele im Raum Hörsching-Pasching niederließen.
Dadurch liegt der Ort heute direkt an der Flughafenstraße (L533), dahinter liegen die Gebäude des zivilen Flughafens.

## Persönlichkeiten
- Friedrich Feitzlmayr (1901–1976), Landwirt und Politiker (ohne Fraktion)